# Ligne de Challerange à Apremont
La ligne de Challerange  à Apremont est une ancienne ligne de chemin de fer française, à écartement standard dans le prolongement de la ligne de Bazancourt à Challerange. Fermée au service des voyageurs depuis 1929, elle est restée ouverte au service des marchandises jusqu'en 1969 et 1990 suivant les tronçons.

## Histoire
La concession pour une ligne d’intérêt local Vouziers-Challerange-Apremont  est attribuée à Monsieur Desroches et Compagnie par le conseil général des Ardennes à le 28 octobre 1871. La ligne déclarée d’utilité publique par un décret du 29 juin 1873 est ouverte le 25 novembre 1878, son exploitation étant assurée par la Compagnie des chemins de fer de l’Argonne. 
La ligne est rachetée par l’État le 14 avril 1881, exploitée provisoirement par le Ministère des Travaux publics, puis cédée le 11 juin 1883 à la Compagnie des chemins de fer de l’Est.
La liaison de Challerange à Apremont-sur-Aire comportait les stations intermédiaires de Vaux-lès-Mouron, Semuc-Termes, Grandpré, Marcq-Saint-Juvin (gare de bifurcation à partir de 1935 de la ligne de Marcq-Saint-Juvin à Baroncourt), Corné-Fléville et de Châtel-Chéhéry (qui comportait des voies de gare et desserte de quai de déchargement).
La ligne primitivement à double voie a été mise à voie unique en 1935 de Marcq-Saint-Juvin à Apremont en 1942 de Challerange à Marcq-Saint-Juvin.
Pendant la Première guerre mondiale, la ligne est à l’intérieur des territoires occupés par l’Allemagne à proximité du front. Elle prend un caractère stratégique et des travaux importants sont effectués (construction d’ installations, gares, ouvrages d'art).
Lors de l’offensive de l’automne 1918, la région est sous le contrôle de l’armée américaine qui prolonge la voie au sud par construction d’une ligne d'Apremont-sur-Aire à Aubréville sur la ligne de Saint-Hilaire-au-Temple à Hagondange pour créer une liaison nord-sud.
La ligne est fermée au service voyageurs le 21 mai 1929 (une des premières avant les vagues de fermetures des années 1938-1939) avec desserte de substitution par la Société  Auxiliaire de Transports Automobiles de l’Est mais rouverte pendant la guerre de 1939-1945. 
La section de Grandpré à Apremont a été fermée au service du fret le 3 novembre 1969 et celle de Challerange à Grandpré vers 1990.
La gare de Challerange qui restait néanmoins desservie par la ligne d'Amagne - Lucquy à Revigny a été fermée le 15 juillet 2008.
La ligne s'embranchait à la station Marc-̈Saint-Juvin à la ligne stratégique vers Baroncourt ouverte en 1935 peu utilisée et fermée en 1942.

## Exploitation

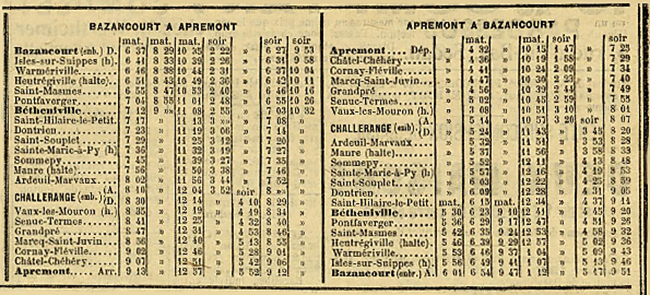
Tableau horaires de 1909

Avant la première guerre mondiale, la ligne était desservie par 4 trains de voyageurs quotidiens. Le trafic voyageurs et marchandises était faible, la région étant peu peuplée.